# Seriana ochrata
Seriana ochrata är en insektsart som beskrevs av Irena Dworakowska 1971. Seriana ochrata ingår i släktet Seriana och familjen dvärgstritar. Inga underarter finns listade i Catalogue of Life.